# ラベルプリンター

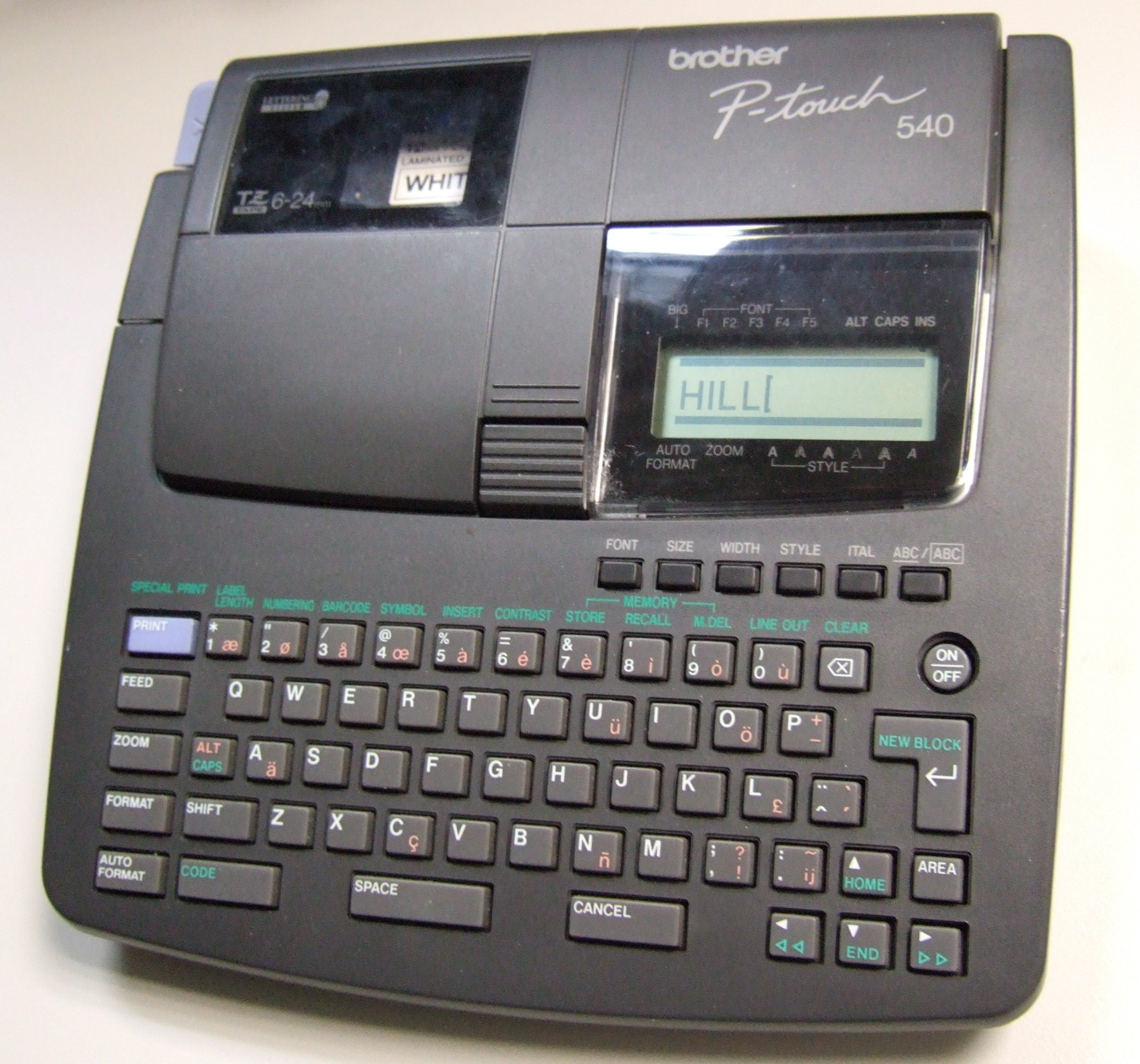
brother P-Touch 540

ラベルプリンター（label printer）は、粘着性のあるラベルまたはカードに印刷するための、電子機器の1つである。ラベルライター、ラベラーなどとも呼ばれる。ラベルプリンターが通常のプリンターと異なる点は、ラベルロールを給紙する装置や、シート状のラベルを切り取る装置が必要なことである。
ラベルに連続して印刷すると少しずつ印刷位置がずれてしまうことがあるが、ラベルプリンターはラベルの隙間、切り欠き、切り取り線などを検知するセンサーを搭載している。このセンサーによりラベルの位置を調整して、ラベル上に正確に印刷することができる。
ラベルプリンターは小売業、輸送用ラベル、研究用の標本につけるラベルなど様々な目的に用いられている。
ラベルライターやラベルメーカーと呼ぶ場合、本項で扱う電子機器のほかに、樹脂製や金属製のテープにエンボスで文字を打刻する機械式も含まれる。

## 感熱・熱転写方式
ラベルプリンターに用いられるラベルの素材はいくつかあるが、紙や合成樹脂などがある。
感熱方式
感熱紙（FAXで用いられているものと同様）を用いる。感熱印刷は6～12ヶ月程度で薄くなってしまう。直射日光や薬品類にさらされるとさらに寿命が短くなる。そのため、輸送用ラベルなどの短期間に使うラベルに用いられる。
熱転写方式
インクリボンから熱でラベルの表面にインクを転写し、変色しないラベルを印刷することができる。

### インクリボン
熱転写プリンターで用いられるインクリボンには以下の3種類がある。
- ワックス - 最もよく用いられる。多少の汚れへの耐性があり、つや消しや半光沢紙のラベルを用いる。
- ワックス／樹脂 - 汚れへの耐性があり、半光沢紙や樹脂製のラベルを用いる。
- 樹脂 - 引っかきや化学物質に強く、コーティングされた樹脂製のラベルを用いる。

## 主なメーカー・ブランド

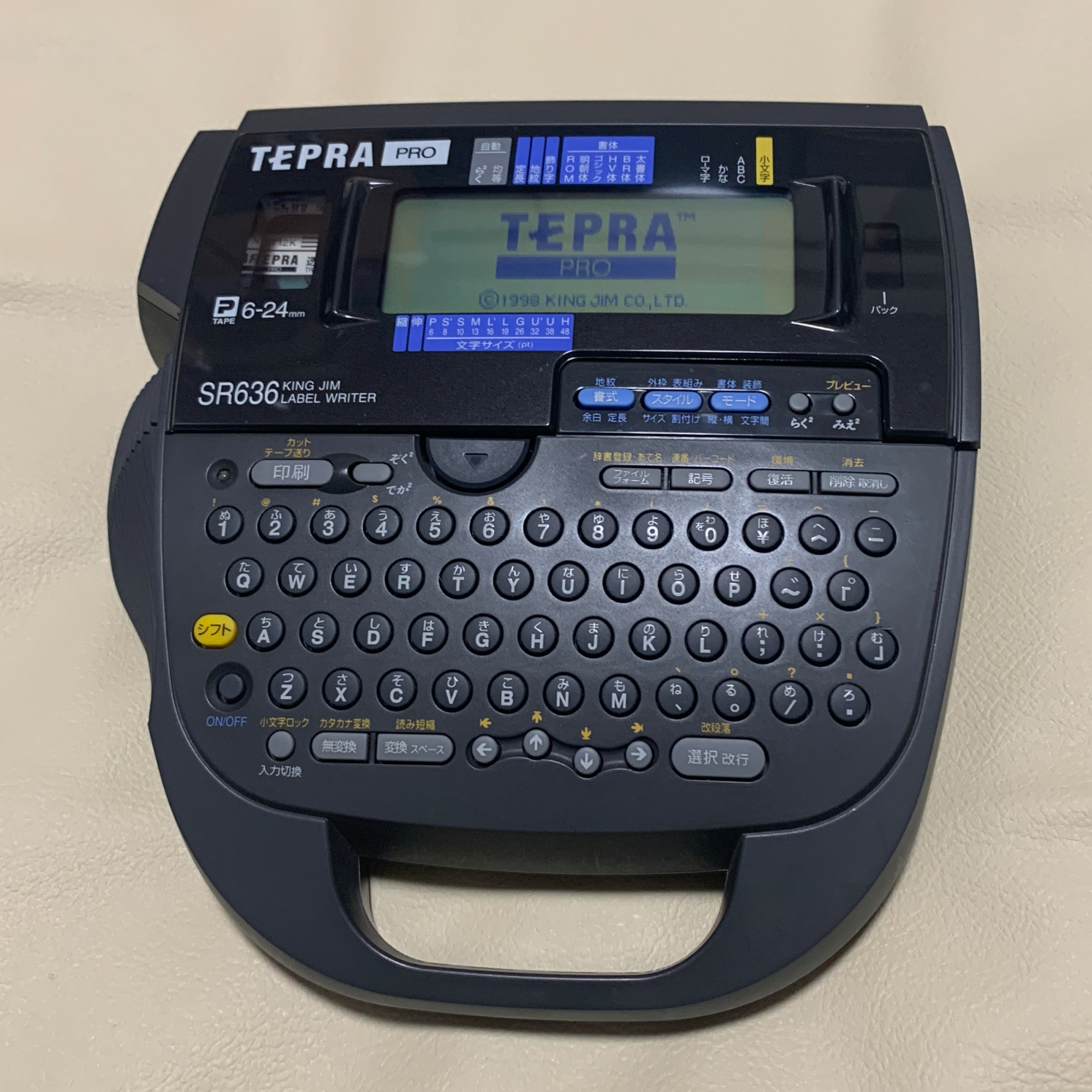
「テプラ」PRO SR636

ブラザー工業
ラミネートシール式のラベルプリンターを初めて開発した。日本国外では1988年より、日本では1995年より「ピータッチ」ブランドで製造、販売をしている。
キングジム
ブラザー工業のOEM供給を受け、1988年より「テプラ」ブランドで販売。その後、セイコーエプソンからOEM供給を受け、テプラプロシリーズを販売、日本国内ではトップシェアを誇る。また、2010年にはマスキングテープに印刷できる「こはる」を発売している。
カシオ計算機
1991年、「ネームランド」で参入。印刷するラベルテープを付箋とした「memopri（メモプリ）」という製品も2012年に発売している。
マックス
1990年、セイコーエプソンからOEM供給を受けた「Bepop（ビーポップ）」で参入。その後、ブラザーからOEM供給を受けたLETARIを販売。このほか「楽ラベ」ブランドも擁する。店舗・工場向けなど業務用中心のラインナップを持っており、過去には「スーパーマーケットの値下げラベル印刷専用機」（LP-50S/MD）といった機種もあった。
コクヨ
1992年、「タイトルブレーン」で参入。以降「タイトルブレーン4」まで販売したが、2015年現在の現行製品は「タイトルブレーン2」のみである。タイトルブレーン2は、他製品のようなロール状のテープではなく、コクヨが販売している既製品のラベルシートに直接印字できるという特徴がある。